# José Manuel Parada Rodríguez
José Manuel Parada Rodríguez (Monforte de Lemos, Lugo, 9 de diciembre de 1953) es un presentador de televisión español.

## Biografía
Siendo aún niño se traslada con su familia a Ponferrada (León). Tras estudiar magisterio y periodismo, comienza a trabajar en el mundo de la radio, primero en Orense y más tarde en COPE Miramar de Barcelona.
En 1988 pasa a trabajar en Televisión Española, donde debuta en el espacio musical Contigo, presentado por Pedro Rollán y en 1989 se incorpora a Radio Nacional de España, donde presenta el espacio nocturno La radio de las sábanas blancas hasta 1994.
En 1989-1990 presenta El salero y en 1991 presenta Arco de triunfo con Isabel Gemio y colabora hasta 1996 en el programa diario Pasa la vida presentado por María Teresa Campos en TVE.
En 1992-1993 presenta Ay vida mía con Mari Carmen y sus muñecos en TVE y entre 1994 y 1997 presenta Parada en La 1 en RNE.
El 10 de julio de 1995 estrena Cine de barrio en La 2, un programa de cine español que dirige y presenta y que es emitido los sábados por la tarde, que debido a su buena acogida, pasó a La 1 el 21 de octubre de 1995. Dentro del programa se emitía una película española de los años 1960 o 1970, y se charlaba con uno o varios de sus intérpretes —viejas glorias del cine nacional—. En el programa le acompañaban al piano, Pablo Sebastián, primero y Eloísa Martín, después y los colaboradores Miguel Caiceo (1996-1997), Julia Bustamante (1997-1999) y Eva León (1999-2004). También cantaba y lo hacía muy bien.
En 1997 condujo Hale Bopp —un programa de descubrimiento de jóvenes talentos— e intervino en un episodio de la serie Hostal Royal Manzanares interpretando el papel de Stefano, ambos en TVE.
En 1999 presentó Curso del 99 y en 2001 Amigos en la noche—con Isabel Pantoja—, los dos en TVE.
En marzo de 1999 creó su propia productora, Sil Producciones S.L., a través de la cual financia su propio programa y otros, y que comienza a facturar a RTVE importantes sumas de dinero.
En diciembre de 2003 tras el escándalo provocado por la emisión de un vídeo grabado para el programa en el que, en un yate, la folclórica Marujita Díaz mostró un desnudo integral, RTVE decide no renovar su contrato alegando el elevado coste de la productora y es sustituido en la presentación por Carmen Sevilla y en la dirección por Sebastián Junyent.

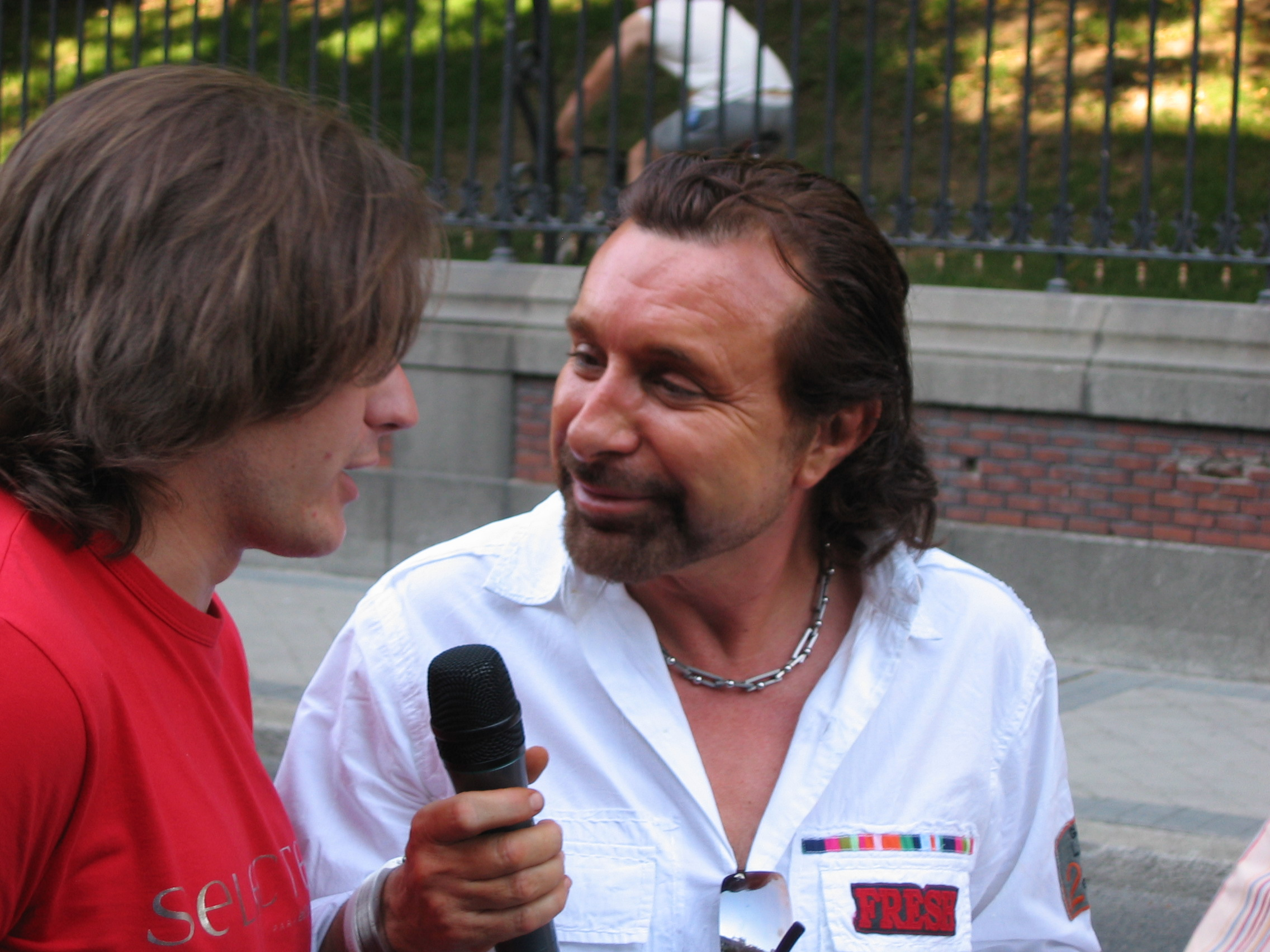
Parada durante el Orgullo Gay de Madrid de 2006

En 2007 volvió a televisión, colaborando como colaborador en el programa de actualidad Está pasando, que presentaban Emilio Pineda y Lucía Riaño en Telecinco. Tras la cancelación de ese espacio, en 2009 se une al equipo de María Teresa Campos, en diversos programas en los que repasaban los momentos más importantes de la vida de celebridades españolas y que desde marzo de 2010 pasa a titularse ¡Qué tiempo tan feliz!.
En mayo de 2010, acepta ser concursante del reality Supervivientes —donde permaneció nueve días— y en junio de 2010 hizo un cameo en la serie La que se avecina de Telecinco. Tras su participación en Supervivientes, se vio envuelto en una polémica con los concursantes del reality al ser acusado de haber provocado la expulsión de uno de los participantes y la del torero Óscar Higares al contar en la isla que este iba a ser el ganador. En su primera aparición en el plató del programa Supervivientes, el presentador, Jesús Vázquez, tuvo que cortar la entrevista debido a que sacó a la luz un desagradable tema de su pasado causando con esto el abandono del plató. 
En agosto de 2010 ficha por la cadena rival, Antena 3, para colaborar en el programa de crónica social DEC, donde se mantiene hasta la cancelación del programa en 2011. 
Desde 2012 es colaborador habitual del espacio Nuestro cine español en Trece, presentado por Inés Ballester.
En octubre de 2015 reaparece en La 1 de TVE, como invitado de Cine de barrio, casi 12 años después de ser despedido del programa, para ser entrevistado por Concha Velasco con motivo del 20.º aniversario del programa.
Desde 2015 presenta y dirige Parada en libertad en Libertad FM.
Desde 2023 colabora una vez a la semana en Xuntos (Magazine intergeneracional que las tardes de los fines de semana acompañará a los espectadores durante tres horas en directo, con entrevistas, música, reportajes y distintas secciones desde la perspectiva de distintas generaciones) para Televisión de Galicia.
Desde 2024 colabora en y ahora sonsoles

## Trayectoria televisiva

### Programas de televisión
| Año           | Programa               | Cadena     | Notas                  |
| ------------- | ---------------------- | ---------- | ---------------------- |
| 1995-2004     | Cine de barrio         | La 1       | Presentador y director |
| 2010          | Supervivientes         | Telecinco  | Concursante            |
| 2010-2011     | ¿Dónde estás corazón?  | Antena 3   | Colaborador            |
| 2012-2023     | Deluxe                 | Telecinco  | Invitado               |
| 2022-2023     | Fiesta                 | Telecinco  | Colaborador            |
| 2023          | Fiesta de verano       | Telecinco  | Colaborador            |
| 2023          | ¡De viernes!           | Telecinco  | Colaborador            |
| 2023-presente | Xuntos                 | TVG        | Colaborador            |
| 2023-presente | Y ahora Sonsoles       | Antena 3   | Colaborador            |
| 2024          | Bárbara Rey, mi verdad | Telecinco  | Colaborador            |
| 2024-presente | Juntos                 | Telemadrid | Colaborador            |
| 2024-presente | Buenos días Madrid     | Telemadrid | Colaborador            |
| 2024-2025     | D Corazón              | La 1       | Colaborador            |
| 2024-2025     | Mañaneros              | La 1       | Colaborador            |
| 2025          | MasterChef Celebrity   | La 1       | Concursante            |

## Premios
- 1999: Antena de Oro. Televisión. Por su labor al frente de Cine de barrio. Ganador.
- 1999 TP de oro mejor presentador por Cine de Barrio. Ganador.